# Lydina areos
Lydina areos là một loài ruồi trong họ Tachinidae.